# گو لی
گو لی (انگلیسی: Guo Li؛ زادهٔ ۱۱ مهٔ ۱۹۹۳) شناگر شنای موزون اهل چین است.
وی در مسابقات کشوری و بین‌المللی در مجموع برندهٔ ۶ مدال طلا، ۱۰ مدال نقره شده‌است.